# Evangeliar (London)

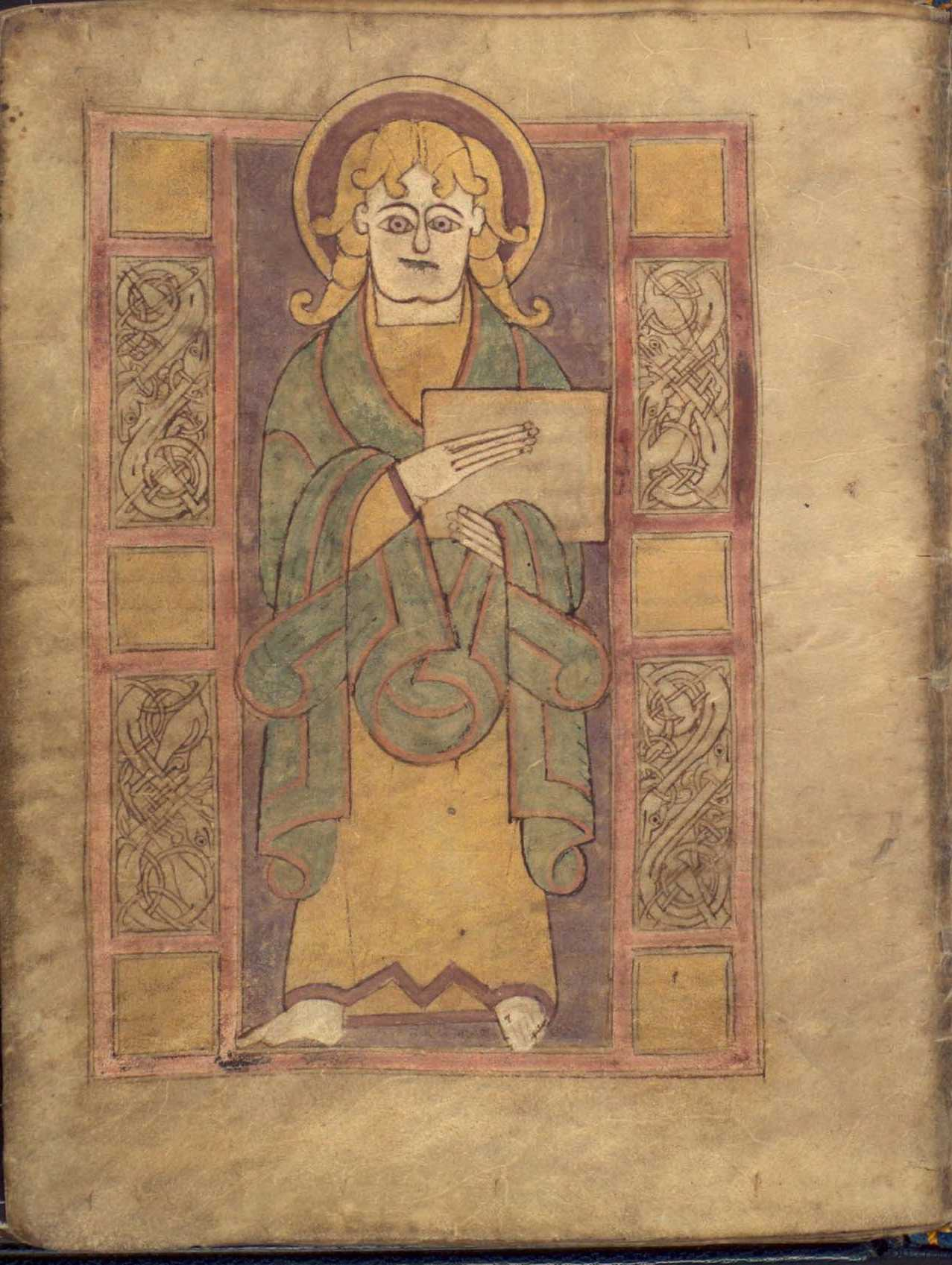
Evangelist Lukas, fol. 21^{v}

Das Londoner Evangeliar ist eine illuminierte Handschrift aus dem 8. Jahrhundert aus Irland mit Ergänzungen aus dem 10. Jahrhundert aus England. Sie ist nur unvollständig erhalten und enthält noch 66 Blätter. Die Handschrift befindet sich heute in der British Library in London unter der Signatur Add MS 40618.
Die Handschrift ist in insularen Minuskeln geschrieben, mit einer kurzen angelsächsischen Ergänzung am Ende. Eine bildliche Darstellung des Evangelisten Lukas mit starker Ähnlichkeit zu Darstellungen im irischen Book of Mulling aus dem 8. Jahrhundert ist erhalten. Die anderen frühen Evangelistenporträts fehlen. Aus dem 10. Jahrhundert sind im Stil von Winchester gestaltete Abbildungen von Lukas und Johannes erhalten. Einige Initialen wurden mit zoomorphen Verzierungen versehen.